# Terminologija Irana in Perzije
Terminologija "Irana" in "Perzije" pogosto predstavlja spor glede imenovanja v zahodnem svetu, odnosno problem glede razumevanja politične, zgodovinske, geografske in kulturne terminologije, ki jo označujeta ta naziva. Dve možni imeni za moderno državo sta Iran in Perzija.

## Etimologija

### Ime "Iran"
Iranski narodi so že od časov Zaratustre (okoli 1000 pr. n. št.) deželo v kateri so živeli imenovali Aryānām, kar je prototip moderne besede "Iran".
Današnja oblika imena "Iran" izvira iz perzijske besede Ērān, ki je prvotno omenjena v napisih Ardaširjeve investiture iz 3. stoletja v Nakš-e Rustamu. Na teh napisih se v perzijskem jeziku ime omenja v kontekstu ardašīr šāhān šāh ērān kar pomeni "Ardašir, veliki kralj Irana", medtem ko se v napisih v partskem jeziku (ki so priloženi k tem v perzijskem jeziku) omenja ardašīr šāhān šāh Aryān, kar priča, da je beseda Ērān izvedenka besede Aryān, ki datira precej bolj zgodaj.
Izvedenke ēr- in ary- iz besede ērān/aryān izhajajo iz staroiranske oblike arya-oziroma staroperzijske ariya- ali avestanske airiia-, kar pomeni Aryan (v kontekstu: "od Irancev").  Ta pojem je preverjen kot etnični pokazatelj v ahemenidskih napisih in v zoroastrijski tradiciji Aveste , kar priča, da se Ardaširov napis ērān bolj nanaša na narod kot na cesarstvo.
Ne glede na to, da se ta napis, ki omenja besedo ērān nanaša na iranske narode, je preverjeno, da se je naziv ērān v času Sasanidov uporabljal tudi v kontekstu cesarstva; istočasno se je njegov antonim anērān uporabljal za rimski teritorij. Pojma kot sta ērān in anērān sta omenjena v tekstih verskega učenjaka Manija iz 3. stoletja. V napisih Ardaširjevega sina in njegovega naslednika Šapura I. v kontekstu imena Ērān, se omenja tudi regiji Armenijo in Kavkaz, ki večinoma nista bili naseljeni z iranskimi narodi , kar priča o političnem značaju izraza. V napisih glavnega zoroastrskega svečenika Kartira (napisani 30 let po Šapurju I.) se navedeni regiji skupaj z Gruzijo, Albanijo, Sirijo in Pontom omenjajo v kontekstu antonimskega naziva anērān. Ērān se omenja v imenih mest, ki jih je ustanovila sasanidska dinastija (npr. mesto Ērān-xwarrah-šābuhr: "Šapurjeva iranska slava") in v naslovih vladnih uslužbencev (Ērān-āmārgar: "Iranski računovodja" ali "Iranski pisar").
Šapurjevi trojezični napisi na Ka‘ba-je Zardoštu ("Zaratustrka kocka") pravtako omenja tudi naziv ērānšahr ("kraljevstvo Irancev"), kar je preverjeno tudi v zoroastrskih tekstih.

### Ime "Perzija"
Grki so starodavne iranske monarhije imenovali po dominantnih narodih teh dinastij ali glede na etnično poreklo vladajočih dinastij. Do sredine 6 stoletja pr. n. št. so bili vladajoča dinastija iranskega cesarstva Medijci, zato so Grki to državo imenovali "Medija". Po političnem prevratu, ko so Perzijci, pod vodstvom Kira Velikega, strmoglavili medijskega kralja Astijaga in postali dominatni narod, ki je osnoval novo iransko cesarstvo, so Grki novonastalo državo začeli imenovati Perses, Persica ali Persis ("Perzija") . To grško ime je bilo izvedenka staroperzijske besede Pārsa, ki je označevala pleme, ki mu je Kir vladal pred začetkom osvajanja ostalih iranskih in drugih kraljestev iz te dobe. Po tem perzijskem plemenu je imenovan teritorij na katerem so živeli; še danes se imenuje "Fars" (administrativna pokrajina modernega Irana), v antični dobi so bile meje tega teritorija širše od meja moderne pokrajine. Istočasno se je širše področje, ki je zajemalo Iransko visoko planoto in na katerem so živeli številni iranski narodi, imenovalo Aryānām ("Arijana"). V rimskem obdobju je bil, prevzet grški koncept terminologije, zato je bilo ime za celo cesarstvo Persia ("Perzija"). Starejši deli Biblije (starozavezne knjige o Esteri, Danielu, Ezri in Nehemiji) pogosto omenjajo starodavno ahemenidsko cesarstvo z imenom Paras (hebr. פרס), odnosno Paras u Madai (פרס ומדי), kar pomeni "Perzija in Medija".

## Specifična terminologija

### Geografski pojem
V modernem geografskem smislu, teritorij "Irana" obsega teritorij omejen z njegovimi političnimi mejami Islamske Republike Iran. Pojem "Perzija" se prav tako v glavnem nanaša na politične meje moderne iranske pokrajine in administrativno enoto Fars na jugozahodu države, ki obsega nekoliko manjši teritorij od antične pokrajine Fars ali Pars, v kateri ležijo najvažnejša zgodovinska mesta iranskih cesarstev perzijskih dinastij: Anšan, Pasargad, Perzepolis, Firuzabad, itd.
Področja kot je Veliki Iran so lahko relevantna v geografsko-kulturnem smislu, področje Perzije pa je v kontekstu bivših cesarstev v modernem geografskem smislu irelevantno.

### Etnični in jezikovni pojem
V etničnem in jezikovnem smislu, ima pridevnik "iranski" širši pomen kot "perzijski". To se nanaša na etnični pojem Iranski narodi med katere spada tudi perzijski narod, oziroma jezikovni pojem Iranski jeziki med katere spada tudi perzijski jezik. Vseeno je treba poudariti, da iranske narode ni treba mešati z mnogo širšimi etnično-jezikovnimi družinami, kot so Indo-Iranci, ker ti obsegajo tudi narode (npr. tiste v vzhodni Indiji ali Nepalu), katerih teritoriji nikoli niso bili del nekega iranskega cesarstva.
Zgodovinska iranska država je še iz časov Medijskega cesarstva združevala večji del iranskih narodov, med katerimi je bil tudi (tedaj marginalizirani) perzijski narod, sestavljen iz več plemen. Po tem ko je Kir Veliki (sicer vnuk medijskega kralja Astijaga), sredi 6. stoletja pr. n. št. pokoril Medijce, je zaradi tolerantne politike združil perzijsko in medijsko plemstvo, kar je povzročilo hitro in popolno asimilacijo Medijcev v Perzijce. Ostali antični iranski narodi, kot so bili Parti, Sagartijci, Baktrijci ali Sogdijci niso imeli tak privilegiran status kot Medijci, so svojo identiteto zadržali dalj časa.
Perzijska dominacija v času Ahemenidov, Sasanidov in kasnejših islamskih perzijskih dinastij, je povzročila širjenje perzijskega jezika širom po regijah, zaradi česar so se antični iranski narodi na vzhodu cesarstva taudi (jezikovno) asimilirali v Perzijce. Na primer, današnji Tadžiki se smatrajo etnični potomci starih iranskih narodov Baktrijcev in Sogdijcev, njihov iranski jezik je moderna inačica perzijskega jezika, in se zato klasificira kot perzijski narod. Eden od redkih iranskih narodov, ki je zadržal svojo etnično in jezikovno identiteto od antične dobe do danes so Paštunci, ne glede na to, da so stoletja (s prekinitvami) živeli v državah pod dominacijo perzijskega naroda.
Perzijci kot širši pojem, se lahko gleda samo v političnem kontekstu določenih zgodovinskih obdobij, glede na to, da so nekatera Perzijska cesarstva (kot ahemenidsko ali sasanidsko) vključevala ne samo vse iranske narode, ampak tudi Grke, Žide, Arabce, Indijce, Nubijce, ter številne druge narode, ki ne pripadajo iranskim narodom. Perzijski narod danes predstavlja 51% populacije modernega Irana.
- Področja v katerih je dominanten perzijski jezik
- Celovita struktura indo-evropskih jezikov, z iranskimi jeziki prikazanimi po sredini desno
- Karta modernih držav v katerih je eden od iranskih jezikov uraden (temno-zelena), ali v katerih je tak eden od uradnih jezikov (svetlo-zelena)

### Zgodovinski pojem
Zgodovina iranske države se začne sredi 2. tisočletja pr. n. št. s prihodom iranskih plemen z vzhoda na ozemlje Iranske visoke planote. Zgodovina Irana v kontekstu današnjih političnih meja se začne precej prej (elamska in jiroftska civilizacija). Ker ne govorimo o iranskih narodih v etničnem smislu (njihovo poreklo še do danes ni definirano), se zgodovina Irana in iranske kulture, ki jo poznamo in ki kontinuirano traja do danes, začne z vzponom iranskih kraljestev Medijcev in Perzijcev v začetku 7. stoletja pr. n. št. Prvo iransko cesarstvo so osnovali Medijci, ki jih okoli 550 pr. n. št. pokori drug iranski narod, Perzijci, ki osnujejo drugo iransko cesarstvo (Hakhamaneshiyan - Ahemenidsko cesarstvo).
V tem času Grki to državo začnejo imenovati "Perzija" in to ime se je v zahodnem svetu obdržalo vse do danes. Tretje iransko cesarstvo so osnovali Parti (tudi eden od starodavnih iranskih narodov). Čeprav niso pripadali perzijskemu narodu, so njihovo cesarstvo Stari Rimljani imenovali "Perzijsko cesarstvo". V času med ahemenidskim in arsakidskim cesarstvom, je obstajalo še Selevkidsko cesarstvo. Ker so bili Selevkidi  helenistična makedonska dinastija (ne Perzijci, ne iranski narod), njihovo cesarstvo niso imenovali ne "perzijsko" ne "iransko". Četrto iransko cesarstvo je osnovala dinastija Sasanidov, ki je pripadala perzijskemu narodu, zato se njihovo cesarstvo pogosto imenuje Drugo Perzijsko cesarstvo. Cesarstva Medijcev in Partov se neredko imenujejo Perzijsko cesarstvo, čeprav niso pripadali perzijskemu narodu. Oba navedena iranska naroda (plemeni) sta se kasneje asimilirala v perzijski narod.
Po padcu Sasanidskega cesarstva sredi 7. stoletja, Iran osvojijo Arabci. Začne se islamizacija države. Od tedaj Iranu vladajo številne dinastije, ki so pripadale iranskim narodom, pa tudi mešanega iransko mongolskega in turškega porekla (Bujidi, Gaznavidi, Safavidi, Kadžari), katerih cesarstva na zahodu prav tako imenujejo "Perzijska".

### Kulturni pojem
Kljub temu, da zahodne države danes uporabljajo termin "Iran" namesto "Perzija" v diplomatskih odnosih, se v kulturnem smislu iranska kultura še naprej često imenuje perzijska kultura. Glede na to, da ta kultura ne vključuje samo prispevke perzijskega naroda ampak tudi številnih iranskih plemen (v antični dobi) odnosno narodov, ki so tisočletja živeli v skupnih državah, je pravilnejši termin iranska kultura, iranska arhitektura, iranska umetnost, itd. Pri tem je treba imeti v mislih določene specifičnosti iranske kulture, kot so slavni perzijski vrtovi, saj gre za izvorne elemente perzijskih dinastij. Podobnih primerov je še več:: perzijska preproga, perzijska mačka, perzijska keramika, itd. 
Zahodni avtorji "Enciklopedije Iranice" (v angleščini) se nagibajo k uporabi termina Veliki Iran ali Iranski kulturni kontinent. To ozemlje se nahaja južno od reke Sir Darje, Kavkaza, Kaspijskega in Aralskega jezera, vzhodno od Evfrata, ter zahodno od reke Ind.

### Diplomatski pojem
Od konca 6. stoletja pr. n. št. so v zahodnem svetu vsa cesarstva iranskih vladarskih dinastij imenovali "Perzija". Šele od leta 1935, na zahtevo iranskega vladarja šaha Reza Pahlavija, zahodne države začno v vseh uradnih dokumentih v zunanjih odnosih uporabljati naziv "Iran".
Mnoge države in jeziki poznajo različne nazive v drugih jezikih (eksonimi). Na primer, Nemci svojo državo imenujejo Deutschland, v angleščini isto državo imenujejo Germany, Slovenci jo imenujejo Nemčija, Francozi Allemagne, Finci Saksa (po Sasih), Estonci Saksamaa, itd. Analognih primerov je mnogo; Grčija - Elláda, Armenija - Hayastan, Finska - Suomi, Albanija - Shqipëria, Egipt - Misr, Indija - Bharat ali Hindustan, Japonska - Nippon, Kitajska - Zhōnggúo, itd. Podoben primer je terminologij Perzije oziroma Irana.